# مديرية باجل

تعديل مصدري - تعديل

مديرية باجل إحدى مديريات محافظة الحديدة في غرب اليمن. بلغ عدد سكانها 169884 نسمة عام 2004.
تنقسم المديرية إلى 5 عزل و25 حارة و213 قرية و330 محلة، والعزل هي:
- عزلة الجمادي (الحديدة)
- عزلة الحضارية (الحديدة)
- عزلة الخلفية (الحديدة)
- عزلة الضامر (الحديدة)
- عزلة باجل (الحديدة)